# Beware, My Lovely
Beware, My Lovely és una pel·lícula estatunidenca dirigida per Harry Horner, estrenada el 1952.

## Argument
Howard és un feble d'esperit que viu de petites feines. Se n'ha anat de la petita ciutat on vivia, ja que sembla, ha comès un homicidi. S'hostatja a casa de la Sra. Cordon, una vídua i lloa els seus mèrits; aquesta no s'adona que Howard té grans dificultats; a poc a poc se n'adona i comprèn que el noi és boig.

## Repartiment
- Ida Lupino: Mme Helen Gordon
- Robert Ryan: Howard Wilton
- Taylor Holmes: M. Walter Armstrong
- Barbara Whiting: Ruth Williams
- James Willmas: M. Stevens
- O.Z. Whitehead: M. Franks
- Dee Pollock: Doug, Grocery Boy
- Brad Morrow: Noi
- Jimmy Mobley: Jimmy, Boy
- Shelly Lynn Anderson: Noi
- Jeanne Eggenweiler: Jeanne, Corista

## Producció
Aquesta història originalment es fa fer al teatre, després com "To Find Help" al programa de suspens de la CBS el 18 de gener de 1945 amb Frank Sinatra com Howard i Agnes Moorehead com Mrs. Gillis (Mrs. Gordon a la pel·lícula). Es va repetir el 1949 amb Gene Kelly i Ethel Barrymore el 6 de gener de 1949.

## Crítica
Adaptat des del thriller teatral The Man (basat en un programa dramàtic de ràdio de mitja hora), Beware My Lovely és un vestit a mida dels talents d'Ida Lupino i Robert Ryan. Lupino interpreta una bella vídua que impulsivament contracta el factòtum Ryan per vigilar la seva casa. Aviat s'assabenta que Ryan és un esquizofrènic perillós, però abans que s'adoni, és incapaç d'escapar-se de casa seva. La tensió creix, portant a un final inesperat però bastant lògic.